# Katya Scheinberg
Pour les articles homonymes, voir Scheinberg.
Katya Scheinberg est une mathématicienne russo-américaine connue pour ses recherches en mathématiques appliquées, dans le domaine de l'optimisation continue, et en particulier l'optimisation sans dérivation. Elle est professeure à la School of Operations Research and Information Engineering de l'université Cornell depuis 2019. 

## Biographie
Katya Scheinberg est née à Moscou. Elle obtient un bachelor et une maîtrise en mathématiques computationnelles et cybernétique à l'université d'État de Moscou en 1992 et poursuit ses études aux États-Unis, où elle prépare un doctorat en recherche opérationnelle à l'université Columbia. Sa thèse, soutenue en 1997, intitulée Issues Related to Interior Point Methods for Linear and Semidefinite Programming, est dirigée par Donald Goldfarb,.  
Elle travaille pour IBM Research au Thomas J. Watson Research Center de 1997 à 2009, et en tant que chercheuse à l'université Columbia et chercheuse associée à l'université de New York. Elle rejoint l'université Lehigh en 2010, puis obtient un poste en 2019 à la faculté de l'École de recherche opérationnelle et d'ingénierie de l'information de l'université Cornell. 
Elle est rédactrice en chef de la série de livres SIAM-MOS sur l'optimisation depuis 2014 et a été rédactrice d'Optima, le bulletin d'information de la Mathematical Optimization Society, de 2011 à 2013.

## Publications
- Avec Andrew R. Conn et Luís Nunes Vicente, Introduction to Derivative Free Optimization (SIAM Press, 2008)[4].
- (en) Andrew R. Conn, Katya Scheinberg et Philippe Toint, On the convergence of derivative-free methods for unconstrained optimization, 1997, 83-108 p..

## Prix et distinctions
Scheinberg est nommée professeure Wagner à l'université Lehigh en 2014. En 2015, elle est co-lauréate du prix Lagrange en optimisation continue de la Mathematical Optimization Society et de la Society for Industrial and Applied Mathematics avec Andrew Conn et Luis Vicente, pour leur livre. La citation du prix indique qu'« un petit échantillon de l'impact direct de leur travail est observable dans l'ingénierie aérospatiale, les systèmes de transport urbain, le maillage adaptatif pour les équations différentielles partielles et l'assainissement des eaux souterraines »,. 
En 2019, elle reçoit le prix Farkas de l'Optimization Society de l'Institute for Operations Research and the Management Sciences. Ce prix est décerné à un « chercheur en milieu de carrière pour sa contribution exceptionnelle au domaine de l'optimisation ».